# Stefan Stannarius
Stefan Stannarius, född 20 oktober 1961 i Gräfenthal i Thüringen, är en tysk tidigare backhoppare som tävlade för Östtyskland. Han representerade Sportclub Motor Zella-Mehlis. 

## Karriär
Stefan Stannarius vann backhoppstävlingen i stora backen i Svenska skidspelen i Falun 1982. I världscuptävlingen i Štrbské Pleso i dåvarande Tjeckoslovakien blev han nummer 14. Stannarius blev nummer tre i deltävlingen i världscupen i Engelberg i Schweiz 30 januari 1983. Per Bergerud från Norge vann tävlingen före Jeff Hastings från USA. Stannarius var som bäst nummer 24 sammanlagt i världscupen säsongen 1982/1983.
Stannarius tävlade i olympiska spelen 1984 i Sarajevo i dåvarande Jugoslavien. Där blev han nummer fyra i normalbacken, 4,1 poäng efter segrande landsmannen Jens Weissflog och 1,7 poäng från en bronsmedalj. I stora backen blev han nummer nio.
I skid-VM 1985, i Seefeld in Tirol i Österrike, tävlade Stannarius i normalbacken. Han blev nummer 12 i tävlingen som vanns av Jens Weissflog. Stannarius avslutade backhoppskarriären efter VM.